# Goniurosaurus hainanensis
Goniurosaurus hainanensis är en ödleart som beskrevs av  François Mocquard 1897. Goniurosaurus hainanensis ingår i släktet Goniurosaurus och familjen geckoödlor. Inga underarter finns listade i Catalogue of Life.